# 後世山
後世山（ごぜやま）は、徳島県阿南市と海部郡美波町との境にある山である。標高538.8m。御世山とも表記される。

## 地理・概要
美波町北河内と阿南市福井町にまたがる標高538.8mの山で、山頂に登るには、いくつかの登山道があるが、星越峠より屋根伝いの道が、ハイキングや遠足などに利用されている。山頂の南東部に後世神社がある。北河内谷川の源流である。

## 後世神社
後世神社には長宗我部盛親夫人が目の神様として祀られている。一説によると、大阪夏の陣の後、長宗我部盛親が断首された際、この地まで逃げ延びてきた夫人が、賊に襲われ落命したという伝説から始まった。

## 星越鉱山
後世山の山腹に赤色石英岩（チャート）やマンガン鉱があり、昭和初期から採掘をはじめ、戦時中は自動車道を設けて、多量の搬出をしていた。最盛期の1976年（昭和51年）には約7万tの産出があったようである。